# ퟻ
ퟻ(표준어: 피읖티읕)은 한글 낱자 ㅍ과 ㅌ을 겹쳐 놓은 것이다. 종성에서 영어의 [pt] 발음을 나타내는 데 쓰였다. 현재는 쓰이지 않는다.

## 코드 값
| 종류                  | 종류           | 글자   | 유니코드 | HTML     |
| --------------------- | -------------- | ------ | -------- | -------- |
| 한글 호환 자모        | 한글 호환 자모 | (없음) | (없음)   | (없음)   |
| 한글 자모 영역        | 첫소리         | (없음) | (없음)   | (없음)   |
| 한글 자모 영역        | 끝소리         | ᅟᅠퟻ     | U+D7FB   | &#55291; |
| 한양 사용자 정의 영역 | 첫소리         | (없음) | (없음)   | (없음)   |
| 한양 사용자 정의 영역 | 끝소리         |     | U+F8F0   | &#63728; |
| 반각                  | 반각           | (없음) | (없음)   | (없음)   |